# Maximilian Pahl
Maximilian Karl Franz Pahl (* 20. Mai 1908 in Waldshut, Baden; † 23. Juli 1992 in Großvolderberg, Tirol) war ein deutsch-österreichischer Physiker.

## Leben
Maximilian Pahl wurde als Sohn des Baurates Max Pahl und seiner Frau Karoline, geb. Roth, in Waldshut geboren und wuchs in Freiburg im Breisgau auf. 1926 legte er sein Abitur am Berthold-Gymnasium Freiburg ab und studierte anschließend Physik, Physikalische Chemie und Mathematik an der Universität Freiburg unter anderem bei Georg von Hevesy, Gustav Mie und Wolfgang Seith. 1931 wurde er mit der unter Hevesy verfassten Dissertation Über die natürliche Radioaktivität des Kaliums promoviert.
Anschließend war er zunächst als Stipendiat, dann als Vertragsassistent und ab Sommer 1937 als ordentlicher Assistent am Physikalischen Institut der Universität Freiburg unter Eduard Gottfried Steinke beschäftigt. Er habilitierte sich mit der Arbeit Über die Wachstumsgeschwindigkeit von Jodkristallen in Fremdgasen und wurde am 19. Juni 1939 zum Dozenten ernannt.
Mit Ausbruch des Zweiten Weltkriegs wurde Pahl zum Militärdienst eingezogen und diente bis zum Frühjahr 1943 bei der Gebirgsartillerie. Danach war er am Kaiser-Wilhelm-Institut für Physik in Berlin bzw. Hechingen tätig, bis Kriegsende unter Werner Heisenberg und anschließend unter Wolfgang Gentner. Von 1950 bis 1963 war er Assistent und zuletzt Abteilungsleiter an der Forschungsstelle für Spektroskopie in der Max-Planck-Gesellschaft in Hechingen. Im Rahmen einer Kooperation zwischen der Bundesrepublik Deutschland und Afghanistan leitete er von September 1963 bis März 1966 das naturwissenschaftliche Partnerschaftsteam der Universität Bonn an der Universität Kabul. Dort war er für Planung und Leitung eines Neubaues für die Physik und eine umfangreiche Vorlesungstätigkeit verantwortlich.
Kurz nach seiner Rückkehr nach Bonn wurde er im Sommer 1966 als ordentlicher Professor für Atomphysik an die Universität Innsbruck berufen. 1967 wurde das Institut für Atomphysik gegründet, das Pahl bis zu seiner Emeritierung 1978 leitete, als es in das Institut für Experimentalphysik eingegliedert wurde. 1968 gründete Ferdinand Cap das Innsbrucker Plasmalabor. Neben Cap als theoretischem Leiter fungierte Pahl als experimenteller Leiter des Labors.
Seit seiner Studienzeit war Max Pahl ein aktiver Bergsteiger und Schifahrer. Im Jahr 1931 wurde er in Gstaad Akademischer Weltmeister im Abfahrtslauf.

## Leistungen
Max Pahl war zunächst vor allem auf dem Gebiet der Radioaktivität tätig und entdeckte unter anderem 1932 die natürliche Radioaktivität des Samariums.
In seiner Zeit in Hechingen beschäftigte er sich mit der Massenspektrometrie und führte grundlegende Arbeiten zur Gaskinetik durch. Er entwickelte eine effiziente Methode zur Diagnostik von Plasmen und wies dabei erstmals Edelgas-Molekülionen nach. Mittels Ionenextraktion aus Niederdruck-Plasmen konnte er eine Reihe von Elementarprozessen vom Typ der Ionen-Molekül-Reaktionen, aber auch Hornbeck-Molnar-Prozesse quantitativ studieren.
Als Vorstand des Instituts für Atomphysik in Innsbruck gelang es ihm trotz schwierigen Bedingungen, unter anderem durch Einladung von renommierten Gastforschern das Institut zu einem bekannten Forschungszentrum auf dem Gebiet der Elementarprozesse in Plasmen auszubauen.